# Do One, Teach One, Kill One
Do One, Teach One, Kill One is de derde aflevering van het tweede seizoen van de televisieserie ER, die voor het eerst werd uitgezonden op 5 oktober 1995.

## Verhaal
Carter krijgt zijn eerste officiële patiënt onder zijn hoede, ondanks zijn zorgen sterft de patiënt. 
Dr. Lewis staat er ineens alleen voor met de zorg voor de baby nadat Chloe besluit weg te gaan. Op het werk botst zij met Dr. Weaver als deze alle procedures wil inzien voordat Dr. Lewis deze uitvoert. 
Dr. Greene heeft niet altijd de mogelijkheid om te forensen tussen zijn huis in Milwaukee en het werk. Hierop besluit hij, als dit nodig is, te logeren bij Dr. Ross. 
Dr. Ross krijgt een vierjarig kind onder zijn hoede die lijdt aan aids. Hoewel hij beseft dat het kind binnenkort hieraan zal sterven besluit hij toch om hem proberen te helpen.
Jeanie Boulet beëindigt de relatie met Dr. Benton.
Verpleegster Goldman wil een artikel schrijven over Dr. Greene en ondervraagt al zijn collega’s.

## Rolverdeling

### Hoofdrol
- Anthony Edwards - Dr. Mark Greene
- Christine Harnos - Jennifer Greene
- George Clooney - Dr. Doug Ross
- Sherry Stringfield - Dr. Susan Lewis
- Kathleen Wilhoite - Chloe Lewis
- Eriq La Salle - Dr. Peter Benton
- David Spielberg - Dr. Neil Bernstein
- CCH Pounder - Dr. Angela Hicks
- Laura Innes - Dr. Kerry Weaver
- Noah Wyle - John Carter
- Christine Elise - Harper Tracy
- Julianna Margulies - verpleegster Carol Hathaway
- Deezer D - verpleger Malik McGrath
- Vanessa Marquez - verpleegster Wendy Goldman
- Yvette Freeman - verpleegster Haleh Adams
- Laura Cerón - verpleegster Chuny Marquez
- Gloria Reuben - Jeanie Boulet
- Kristin Minter - Randi Fronczak
- Abraham Benrubi - Jerry Markovic
- Carlos Gómez - ambulanceverpleegkundige Raul Melendez
- Ron Eldard - ambulanceverpleegkundige Ray 'Shep' Shepard

### Gastrol
- Joe Costanza - Ed Menke
- John Finnegan - Mitchell
- Lucy Liu - Mei-Sun Leow
- Nicole Nagel - Hulda
- Perry Anzilotti - Perry
- Carole Goldman - barkeeper
- Mario Tanzi - beveiliger
- Billy Mayo - sheriff

en vele andere